# 3 Gwardyjska Armia Pancerna
3 Gwardyjska Armia Pancerna (ros. 3-я гвардейская танковая армия) – związek operacyjny Armii Czerwonej Armii Radzieckiej z okresu II wojny światowej oraz okresu powojennego.

## Historia
W maju 1943 rozpoczęto formowanie nowej 3 Gwardyjskiej Armii Pancernej pod dowództwem gen. por. wojsk pancernych Pawła Rybałki. W lipcu weszła w skład Frontu Briańskiego i w jego składzie brała udział w bitwie na łuku kurskim. W tym czasie w 3 Gwardyjskiej Armii Pancernej służyło około 40 tys. żołnierzy którzy do dyspozycji mieli 731 pojazdów pancernych oraz 700 dział i moździerzy. Początkowo w jej skład wchodziły: 12 Korpus Pancerny, 15 Korpus Pancerny i inne oddziały. 
Ludowy Komisarz Obrony ZSRR doceniając postawę żołnierzy korpusów w bitwie wydał 26 lipca 1943 rozkaz o ich przemianowaniu w korpusy gwardyjskie. Wysoko ocenił działania bojowe 3 Gwardyjskiej Armii Pancernej Naczelny Dowódca Józef Stalin składając podziękowania całemu jej składowi osobowemu. Po bitwie pod Kurskiem, 3 Gwardyjską Armię Pancerną wycofano do odwodu Naczelnego Dowództwa i zmieniono jej skład. Po zmianach jej skład przedstawiał się następująco: 6 Gwardyjski Korpus Pancerny, 7 Gwardyjski Korpus Pancerny, 9 Korpus Zmechanizowany, 91 Samodzielna Brygada Pancerna i 50 Pułk Motocyklowy. Wspomniana 91 SBPanc. i 50 PM stanowiły odwód dowódcy armii i były używane do zadań doraźnych. W rejon Dniepru na południe od Kijowa oddziały 3 Gwardyjskiej Armii Pancernej dotarły 21 września 1943, pokonując w trzy dni około 200 km. Jako pierwsi Dniepr sforsowali żołnierze 51 Gwardyjskiej Brygady Pancernej.
Pod koniec 1944 walczyła na przyczółku sandomierskim. Operację wiślańsko-odrzańską, rozpoczęła  12 stycznia 1945 atakiem na Kielce, zdobywając miasto już 15 stycznia.

## Dowództwo armii
Dowódca:
- gen. płk Pawieł Rybałko[11] (14.05.1943 - 1946[12])

Szef sztabu:
- gen. mjr Wasilij Mitrofanow (14.05.1943 - 29.03.1944)
- gen. mjr Dmitrij Bachmietiew[13] (29.03.1944 - 09.05.1945)

Członek Rady Wojennej:
- gen. Siemion Mielnikow[14] (14.05.1943 - 29.05.1944)

## Struktura organizacyjna
Skład w 1943:
- 12 korpus Pancerny, 26 lipca przemianowany na 6 Gwardyjski Korpus Pancerny,
- 15 Korpus Pancerny, 26 lipca przemianowany na 7 Gwardyjski Korpus Pancerny,
- 2 Korpus Zmechanizowany, 26 lipca przemianowany na 7 Gwardyjski Korpus Zmechanizowany.

Skład w 1945:
- 6 Gwardyjski Korpus Pancerny,
- 7 Gwardyjski Korpus Pancerny,
- 9 Korpus Zmechanizowany[15].

## Operacje
- Operacja orłowska (VIII 1943 r.);
- Bitwa o Kijów (1943) (XI – XII 1943 r.)
- Operacja żytomiersko-berdyczowska (XII 1943 r. – I 1944 r.);
- Operacja proskurowsko-czerniowiecka (III – IV 1944 r.);
- Operacja lwowsko-sandomierska (VII – VIII 1944 r.);
- Operacja wiślańsko-odrzańska (I – II 1945 r.);
- Operacja dolnośląska (II 1945 r.);
- Operacja berlińska (IV – V 1945 r.);
- Operacja praska (V 1945 r.).